# Little Eagle
Little Eagle è un census-designated place (CDP) degli Stati Uniti d'America, nella contea di Corson.